# ابوالقاسم علیدوست

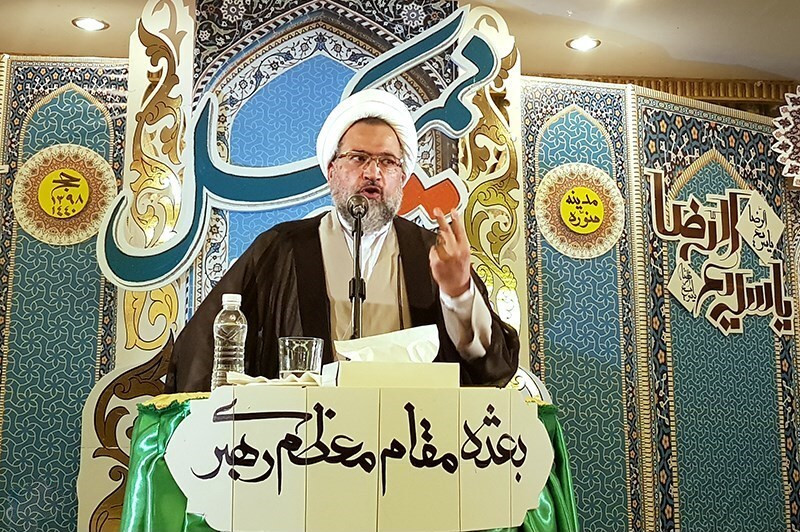
ابوالقاسم علیدوست

ابوالقاسم علیدوست (متولد سال ۱۳۴۰ در ابرکوه)، مجتهد، فقیه، فیلسوف فقه، مدرس درس خارج فقه و اصول، نویسنده و محقق اسلامی است. وی رئیس اندیشکده فقه و حقوق اسلامی مرکز الگوی ایرانی اسلامی پیشرفت، عضو جامعه مدرسین، رئیس کرسی‌های نظریه‌پردازی (علوم نقلی)، رئیس انجمن فقه و حقوق اسلامی حوزه علمیه و با رتبه استادی عضو هیئت علمی گروه فقه و حقوق اسلامی پژوهشکده نظام‌های اسلامی پژوهشگاه فرهنگ و اندیشه اسلامی است.  

## زندگی‌نامه
ابوالقاسم علیدوست در سال ۱۳۴۰ در شهرستان ابرکوه (از توابع استان یزد) متولد شد. در سن هفت سالگی به مدرسه رفت. پس از اتمام دوره ابتدایی در ابرکوه حوزه علمیه‌ای ولی عصر افتتاح شد و وی از همان زمان تحصیلات حوزوی‌اش را آغاز نمود. او در سال ۱۳۵۴ وارد حوزه علمیه شیراز شد. و در آن جا با سید عبدالحسین دستغیب شیرازی آشنا شد و در مدرسه ایمانیه شیراز با مدیریت شهید دستغیب دروس حوزوی را ادامه داد و در درس برادر ایشان سید مهدی دستغیب شرکت می‌کرد. در همان زمان هم نزد سید هاشم (فرزند سید عبدالحسین دستغیب شیرازی) در مدرسه حکیم تحصیل می‌نمود. و نهایتاً در سال ۱۳۵۵ به شهر قم مهاجرت کرد. اغلب دروس رسائل، مکاسب و کفایه را نزد ستوده فرا گرفت. از سال ۶۰ یا ۶۱ در دروس خارج شرکت کرد و ۲ سال درس اصول را به صورت خصوصی از خاتم یزدی آموخت.
تستی تستی
از اساتیدش محمد فاضل لنکرانی، جواد تبریزی، جعفر سبحانی، ناصر مکارم شیرازی و در درس خارج فقه و اصول عمدتاً حسین وحید خراسانی بوده‌اند. فلسفه را با شرح منظومه ملا هادی سبزواری نزد گرامی و یحیی انصاری شیرازی و اسفار اربعه را نزد علمایی چون آقایان جوادی آملی، حسن‌زاده آملی، محمد محمدی گیلانی، یحیی انصاری شیرازی
و محمدتقی مصباح یزدی فرا گرفت. از سال ۶۲ رسماً در مدرسه المهدی قم – که تحت نظر سید محمدرضا گلپایگانی اداره می‌شد تدریس سیوطی را شروع کرد. بعد از آن در مدارس رسول اکرم، رضویه، عترت، معصومیه و … درس‌های سیوطی، مغنی و عموم کتب سطح را تدریس نمود. در سال ۷۱ یا ۷۲ تدریس رسائل را در مدرسه سید محمدرضا گلپایگانی آغاز کرد و سپس مکاسب و کفایه را تدریس نمود. تفسیر قرآن را به صورت درس تخصصی از سال ۷۷ در مرکز تخصصی تفسیر و در سال ۱۳۹۰ در مدرسه عالی خاتم‌الاوصیا شروع کرد. خارج اصول را از سال ۱۳۷۵ و خارج فقه را از سال ۱۳۸۲ تدریس و فلسفه فقه را در سال ۱۳۸۹ در مدرسه عالی خاتم‌الاوصیا آغاز نمود.

## تألیفات

### کتاب‌ها[۵]
1. «فقه و مصلحت» پژوهشگاه فرهنگ و اندیشه اسلامی، ۱۳۸۸ - ترجمه شده به زبان عربی
2. «هدایت تحصیلی طلاب و دانش پژوهان»، انتشارات دارالفکر، ۱۳۸۴
3. «نظارت بر تحقیقی موسوم به (نقد فقهی قانون مجازات اسلامی، بخش دیات)
4. «فقه و عرف» پژوهشگاه فرهنگ و اندیشه اسلامی ۱۳۸۴ - ترجمه شده به زبان عربی و اردو
5. «فقه و عقل» پژوهشگاه فرهنگ و اندیشه اسلامی ۱۳۸۱ - ترجمه شده به زبان عربی، اردو و روسی
6. «سلسبیل فی اصول التجزئة و الاعراب» نشر اسوه ۱۳۸۳
7. «مغنی الادیب» انتشارات حوزه علمیه. ۱۳۷۰
8. «جرعه‌ای از ادب قرآن: آموزش کاربردی ادبیات عرب»، بوستان کتاب، ۱۳۸۷
9. «صراط: هدایت تحصیلی طلاب و دانش پژوهان»،انتشارات دارالفکر، ۱۳۸۴
10. «مقدمه علمی بر کتاب «مقصدهای شریعت»» پژوهشگاه فرهنگ و اندیشه‌های اسلامی ۱۳۸۸
11. «صراط اندیشه و عمل»، پژوهشگاه فرهنگ و اندیشه‌های اسلامی ۱۳۹۵
12. «فقه و حقوق و قراردادها (ادله عام قرآنی)» پژوهشگاه فرهنگ و اندیشه‌های اسلامی ۱۳۹۵
13. «فقه و حقوق و قراردادها (ادله عام روایی)» پژوهشگاه فرهنگ و اندیشه‌های اسلامی ۱۳۹۵
14. «مصادر فقه» جامعه المصطفی العالمیه، ۱۳۹۵
15. «فقه مسائل نوپیدا»، اشراق حکمت، ۱۳۹۵، ۳ جلد تاکنون
16. اشراف علمی بر مجموعه مقالات «فقه هسته‌ای»، پژوهشگاه فرهنگ و اندیشه اسلامی، ۱۳۹۷
17. اشراف علمی بر مجموعه مقالات «فقه هنر۱»، مدرسه اسلامی هنر، ۱۳۹۵
18. اشراف علمی بر مجموعه مقالات «فقه هنر۲»، مدرسه اسلامی هنر، ۱۳۹۷
19. اشراف علمی بر مجموعه مقالات «فقه هنر ۳» دو جلد، مدرسه اسلامی هنر، ۱۴۰۲
20. کتابچه «نهادشناسی ظرفیت‌های پیشرفت در تراث اسلامی»، نشست اندیشه‌ورزی، مرکز الگوی اسلامی ایرانی پیشرفت، ۱۳۹۵
21. «فقه سیاسی»، تقریرات، انتشارات منهاج علم، ۱۴۰۱ش/ ادامه دارد
22. «حق هستی؛ دفتر اول - اندیشه‌های تقریبی آیت الله علیدوست»، تقریر سید مرتضی حسینی کمال‌آبادی، نشر پژوهشکده ادیب فقه جواهری، تابستان ۱۳۹۹
23. حق هستی، دفتر دوم، نوآوری ها، تقریر سید مرتضی حسینی کمال‌آبادی، نشر پژوهشکده ادیب فقه جواهری.
24. «حق هستی؛ دفتر سوم - حجاب عفیفانه»، تقریر سید مرتضی حسینی کمال‌آبادی، نشر پژوهشکده ادیب فقه جواهری، تابستان ۱۴۰۲
25. «روش‌شناسی استنباط گزاره‌های فقه امنیت»، تقریر یاسین پورعلی، بنیاد پژوهش‌های اسلامی آستان قدس رضوی - دانشگاه عالی دفاع ملی، ۱۴۰۲
26. «فقه القضاء»، تقریرات، انتشارات منهاج علم، ۱۴۰۲ش/ ادامه دارد
27. «روش‌شناسی اجتهاد»، پژوهشگاه فرهنگ و اندیشه اسلامی، ۱۴۰۳
28. «موسوعة سلسبيل»، مجموعه آثار به زبان عربی، تاکنون ۶ جلد شامل الفقه و العقل، الفقه و المصلحة ٣جلد، الفقه و العرف ٢جلد، نشر پژوهشکده ادیب فقه جواهری.
29. «شرح جامع و کاربردی قانون مجازات اسلامی مصوب 92 دیات»، جلد اول، مرکز تحقیقات فقهی حقوقی قوه قضاییه، با همکاری سید علیرضا حسینی
30. الفقه و العقل ترجمه کتاب فقه و عقل به زبان عربی، این کتاب یک بار به صورت مجزا و یک بار در ضمن موسوعة سلسبیل به همت انتشارات پژوهشکده ادیب فقه جواهری منتشر شده است.

### نمونه مقالات
1. آیه الرجال قوامون علی النساء و تصدی زنان نسبت به پست‌های متضمن ولایت

1. رهیافتی برای تولید علوم انسانی اسلامی در بستر تعامل فقه با عرف، عقل و مصلحت
2. زمان شرعی ولوج روح در جنین در پرتو قرآن و روایات
3. تعریف اجتهاد و اقسام آن (اجتهاد عقلگرا - دفتر سوم، فقه و اصول)
4. نگرشی بر روش‌شناسی فقه تقنین
5. اجتهاد در اجتهاد (کرانه‌های اجتهاد جلد ۱)
6. فلسفه فقه مقارن (کرانه‌های اجتهاد جلد ۲)
7. ظرفیت‌های فقهی تبیین الگوی اسلامی ایرانی پیشرفت
8. اصول الفقه تجدید الهیکلیة و توسعة النطاق
9. فقه و مقاصد شریعت
10. کاوشی فقهی تحلیلی بر گونه‌شناسی روش‌های اجتهاد در فقه امنیت
11. روش‌شناسی استنباط گزاره‌های فقه امنیت
12. فقه با انگاره قبول نظامات شرعی و لزوم استنباط آنها و انگاره انکار
13. بازپژوهی فقهی مسئولیت در زمان علم اجمالی به عامل جنایت هنگام تعارض بینه‌ها
14. راهکارهای فقهی تصحیح شرعی رفتارهای قانون گذارانه عقلا
15. تبیین فقهی تابعیت ملی با تأکید بر انگاره حکومت محوری اسلام و احکام اسلامی
16. فلسفه‌ی فقه هنر (چیستی، چالش‌ها و روش حلّ‌مسئله)
17. فقدان نظام در رویکرد اتمیک و اتوماتیک دینی
18. تعارض بیّنه و سند رسمی از دیدگاه فقه و حقوق موضوعه ایران (پیشنهاد اصلاح ماده ۱۳۰۹ قانون مدنی)
19. بنیان و قلمرو حکم حکومی / دوفصلنامه تحقیقات انقلاب اسلامی / سال اول / شماره اول / بهار و تابستان 1401
20. اسم گرایی، کارکردگرایی و هویت گرایی در فقه هنر / فصلنامه هنر / شماره 10 / پاییز 1396
21. فلسفه فقه در سده اخیر حوزه علمیه قم با رویکرد روش شناسی / فصلنامه فقه نظام ساز / سال دوم / شماره هشتم / زمستان 1402
22. الحوکمة الشرعیة فی الموسسات المالیة المعاصرة / چاپ شده در کتاب مجمع الفقه الاسلامی دوره بیست و ششم اردیبهشت 1404

## جوایز و تقدیرنامه‌ها
1. برنده جایزه جهانی دومین دوره علوم انسانی اسلامی سال ۱۳۹۴
2. فقه و مصلحت اثر برگزیده بیست و هشتمین دوره کتاب سال جمهوری اسلامی ۱۳۸۹
3. تحقیق فقه و عرف رتبه ارزنده و فرهنگ‌ساز همایش کتاب دین و پژوهش‌های برگزیده
4. تحقیق فقه و عرف کتاب سال سازمان تبلیغات اسلامی
5. تحقیق مصلحت در فقه امامیه شایسته تقدیر جشنواره فارابی
6. فقه و عرف پژوهش برتر دبیرخانه دین پژوهان ۱۳۸۳
7. فقه و عرف شایان تحسین سومین جشنواره علامه طباطبایی ۱۳۸۵
8. فقه و عرف اثر ارزنده کتاب دین سازمان تبلیغات اسلامی ۱۳۸۵[۵]
9. فقه و عرف اثر برگزیده هشتمین کتاب سال حوزه ۱۳۸۵[۶]
10. فقه و مصلحت اثر برگزیده کتاب فصل ۱۳۸۸[۷]
11. کتاب فقه و عقل پژوهش شایان تحسین نخستین جشنواره علامه طباطبایی ۱۳۸۱[۸][۹][۱۰][۱۱][۱۲]
12. فقه و مصلحت اثر برگزیده دوازدهمین کتاب سال حوزه ۱۳۸۹[۱۳][۱۴]
13. کرسی فقه و مصلحت سومین جشنواره بین‌المللی تحقیقات علوم انسانی فارابی ۱۳۸۹[۱۵][۱۶]
14. فقه و مصلحت اثر برگزیده جشنواره علامه طباطبایی ۱۳۹۰
15. تحقیق فقه و عرف پژوهش شایان تحسین جشنواره علامه طباطبایی
16. استاد موفق حوزه علمیه قم ۱۳۸۷
17. احراز رتبه عالی پژوهش حوزه علمیه ۱۳۸۹
18. برگزیده در جشنواره مقالات علمی پژوهشی حوزه ۱۳۹۶ بهمن
19. احراز رتبه عالی در آزمون روحانیون حج ۱۳۹۳
20. پژوهشگر برتر کشور در گروه فقه و حقوق در بیست و چهارمین جشنواره تجلیل از پژوهشگران، فناوران و نوآوران از طرف وزارت علوم، آذر ۱۴۰۲
21. برگزیده در مدیریت کرسی علوم نقلی هیات حمایت از کرسی های نظریه پردازی، نقد و مناظره از طرف فرهنگستان علوم جمهوری اسلامی ایران، مهرماه 1403
22. روش شناسی اجتهاد - مطالعه مکاتب اجتهادی معاصر، جشنواره علامه طباطبایی، دوره سیزدهم، آذر 1403، اثر برگزیده
23. برگزیده جایزه جهانی شهید صدر 1403 - سازمان فرهنگ و ارتباطات اسلامی
24. استاد برگزیده در مرکز فقهی ائمه اطهار علیهم السلام - قم - اردیبهشت 1404